# شهرستان اسلیوو پوله
شهرستان اسلیوو پوله (به بلغاری: Slivo Pole Municipality) یک شهرستان در بلغارستان است که در استان روسه واقع شده‌است. شهرستان اسلیوو پوله ۲۷۶ کیلومتر مربع مساحت و ۱۱٬۶۳۵ نفر جمعیت دارد.